# シャイニン・オン 君が哀しい
「シャイニン・オン 君が哀しい」（シャイニン・オン きみがかなしい）は、LOOKのデビューシングル。1985年4月21日にEPIC・ソニーから発売された。

## 制作
最初、本楽曲のメインボーカルは千沢仁が務め、鈴木トオルはギターとコーラスという予定であったが、千沢が高いキーの声を出せず、試しに鈴木が歌ったところ、作曲通りのキーが出て、急遽鈴木がボーカルを務めることになった。
シンセサイザー・オペレーターとして、当時TM NETWORKの身内的存在である小泉洋が担当している。

## アートワーク
この曲のジャケット写真には、メンバー全員が弾けるような笑顔で写っており、鈴木は「ポップなジャケット写真と曲調が合っていないね」と話している。

## チャート成績
発売当初は低調な売上であったが、同年7月11日にTBS系「ザ・ベストテン」のスポットライトのコーナーに出演後、徐々に順位を上げ8週間（1985年8月1日初登場、1985年8月15日 - 同年9月26日の7週連続）に亘りランクイン、20万枚を売上げるヒット曲となった。

## ミュージック・ビデオ
ミュージック・ビデオが制作され、映像作品『ルックの大冒険』のほか『DVD MAX JAPAN EPIC 1』やベスト・アルバム『CD & DVD THE BEST LOOK』などで商品化された。本来はオープニングに「LOOK」のサングラスをかけた外国人の子供達が出演しているシーンがあるが、そのシーンはカットされた状態で収録されている。

## 収録曲
| 全作曲: 千沢仁、全編曲: LOOK。 |                                 |          |            |
| #                              | タイトル                        | 作詞     | 作曲・編曲 |
| 1.                             | 「シャイニン・オン 君が哀しい」 | 千沢仁   | 千沢仁     |
| 2.                             | 「ト・ビ・ラのむこうで」        | 広石正宏 | 千沢仁     |

## タイアップ
| # | 曲名                            | タイアップ                                       | 出典 |
| - | ------------------------------- | ------------------------------------------------ | ---- |
| 1 | 「シャイニン・オン 君が哀しい」 | 協和発酵『サントネージュワインクーラー』CMソング |      |